# Korsakov (stad)
Korsakov (Russisch: Корсаков, Korsakov; Japans: 大泊, Ōtomari) is een stad in de oblast Sachalin. Het is het bestuurlijk centrum van het district Korsakovski. Er wonen 36.652 mensen (2002).

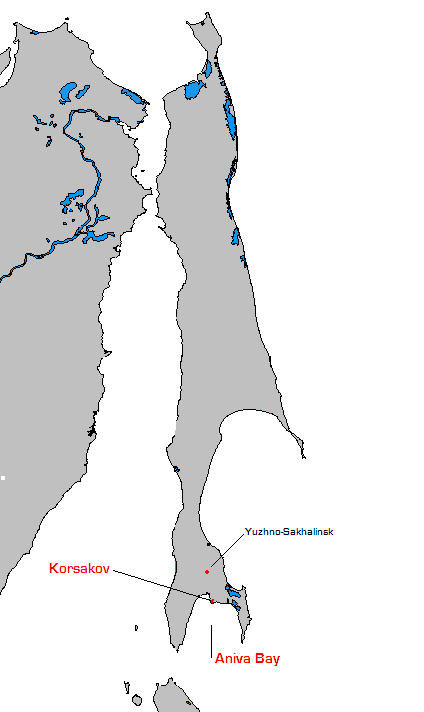
Anivabaai en Korsakov op de kaart van Sachalinsk

De stad ligt op ongeveer 42 kilometer ten zuiden van Joezjno-Sachalinsk/Toyohara, op het zuidelijke uiteinde van het eiland Sachalin aan de Anivabaai. 

## Geschiedenis
De plaats werd gesticht door de Japanners in 1679 met de naam Ootomari. In 1806 vielen Russische marineschepen de plaats aan en staken deze in brand. In 1853 werd de stad opnieuw aangevallen en bouwde een legerkamp en nederzetting in de buurt van de plaats met de naam Moeravjovski post als de eerste Russische plaats op het eiland, waarvan de naam werd gewijzigd naar Korsakovski post in 1869. Bij het Verdrag van Sint-Petersburg tussen het Russische Rijk en het Japanse Rijk in 1875 kwam de plaats in Russische handen. Na de Russisch-Japanse Oorlog kwam de stad opnieuw in handen van de Japanners bij het Verdrag van Portsmouth in 1905. 

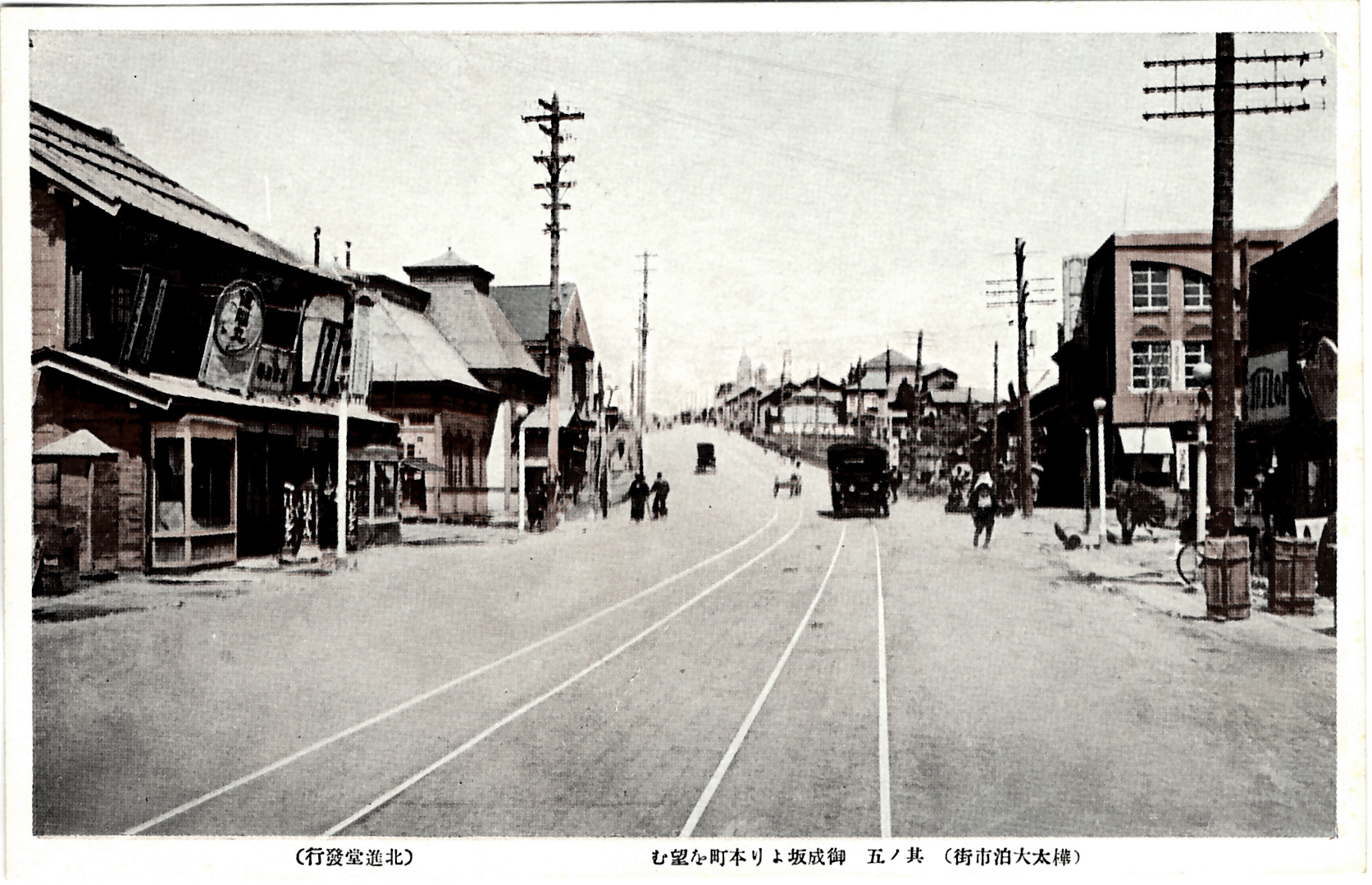
Ōtomari, Karafuto tijdens het interbellum

Onder Japanse heerschappij lag de stad in het district Ōtomari, subprefectuur Toyohara (豐原支廳), in de prefectuur Karafuto, de meest noordelijke Japanse prefectuur.
Op 14 maart 1907 werd Otomari de gouverneurszetel en in datzelfde jaar werd een spoorlijn in gebruik genomen die zich uitstrekte tot aan de omliggende nederzettingen. In de zomer van 1907 begon ook de bouw van een grote pier.
Sachalins eerste papierfabriek opende in 1914 in Otomari. Tussen 1920 en 1928 werd in de haven een scheepsligplaats met een 257 meter lange platformbrug van gewapend beton gebouwd.
Op 1 mei 1923 werd de veerdienst tussen Ōtomari en Wakkanai geopend.

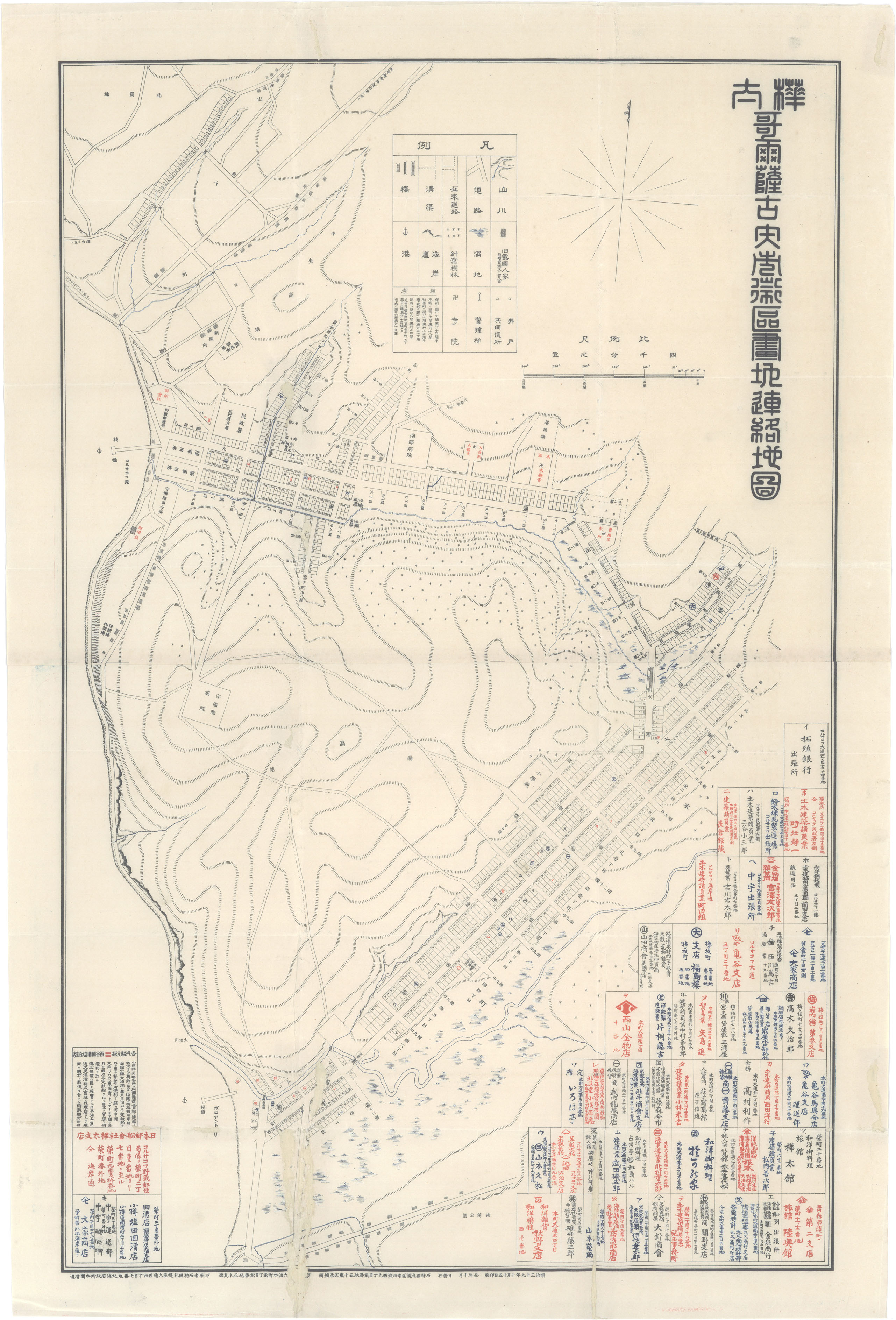
Stedenbouwkundige plattegronden van Ōtomari uit 1906
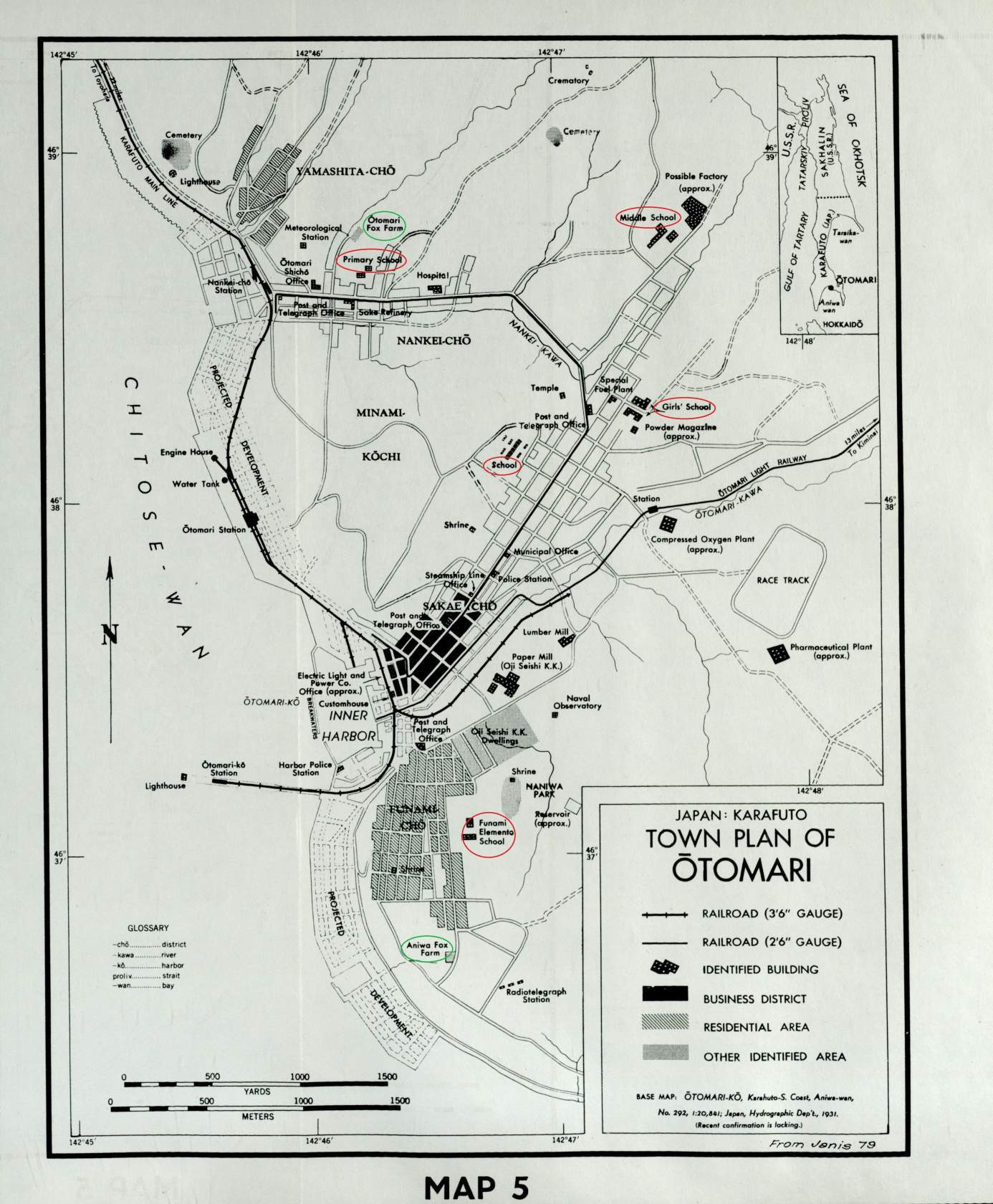
Stedenbouwkundige plattegronden van Ōtomari uit 1931
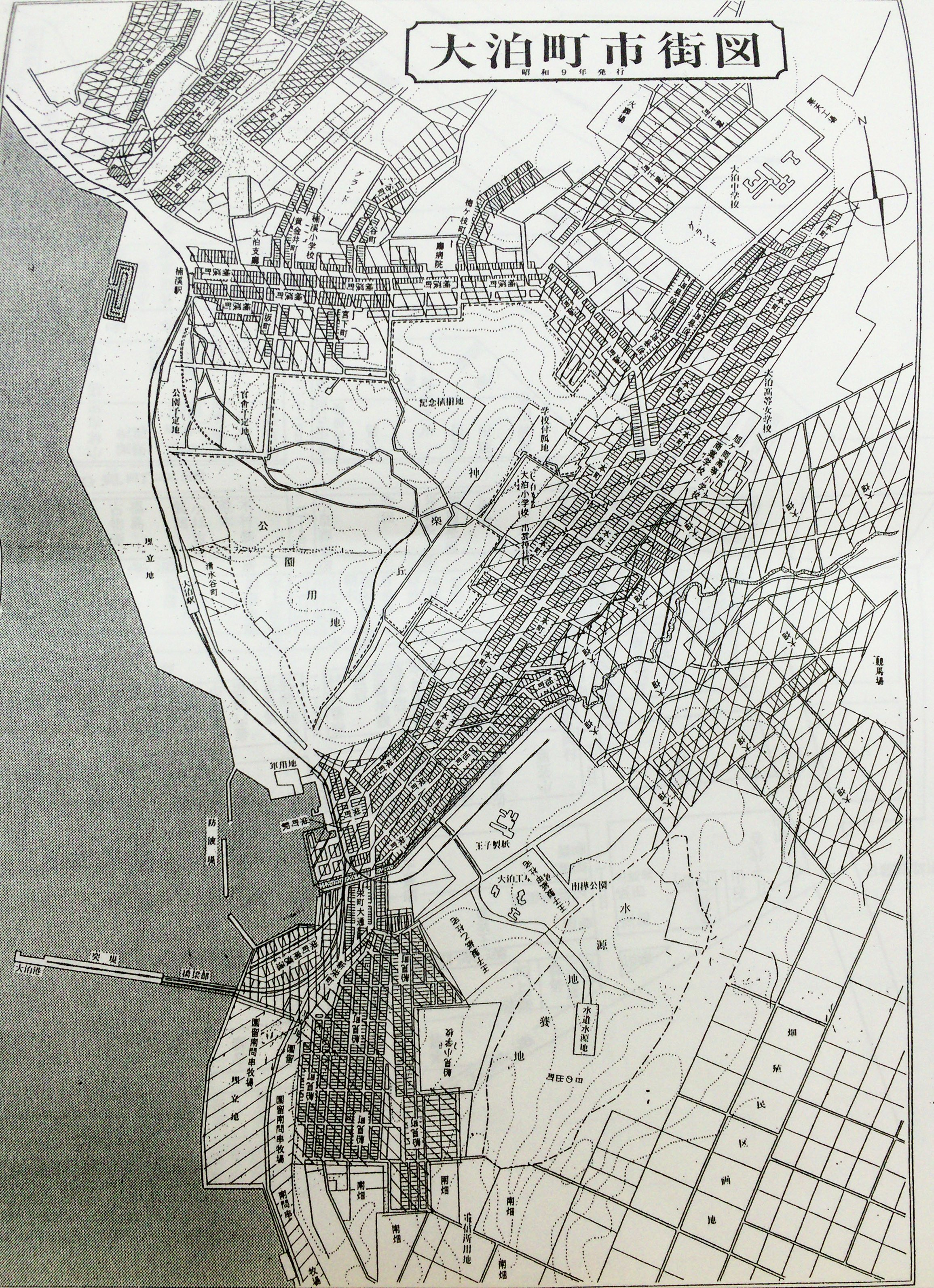
Stedenbouwkundige plattegronden van Ōtomari uit 1934

Tijdens de Tweede Wereldoorlog bezette het Rode Leger de plaats tijdens Operatie Augustusstorm in 1945 en veranderde de naam naar Korsakov een jaar later. Japanse locaties en monumenten werden verwoest, waaronder een Shinto-heiligdom en een monument voor prins Hirohito, die Ōtomari had bezocht tijdens een inspectietocht.. In 1952 trokken de Japanse troepen zich terug van het eiland na het Verdrag van San Francisco een jaar eerder.
Momenteel wordt er gebouwd aan een grote fabriek voor de productie van vloeibaar gas uit aardgas in het kader van het energieconsortium Sachalin-II.

## Galerij

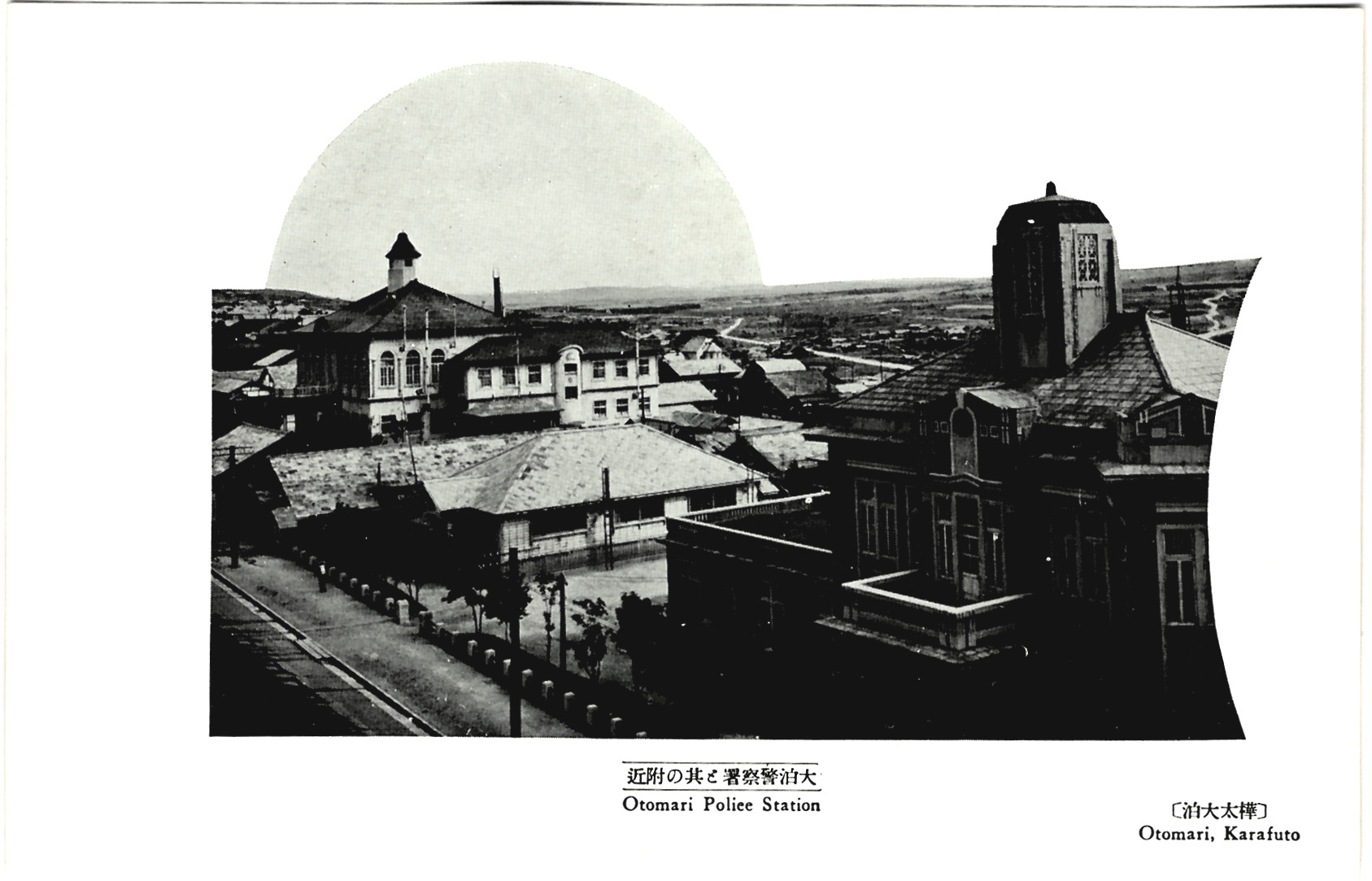
Stadhuis en gendarmerie in Ōtomari, Karafuto tijdens het interbellum
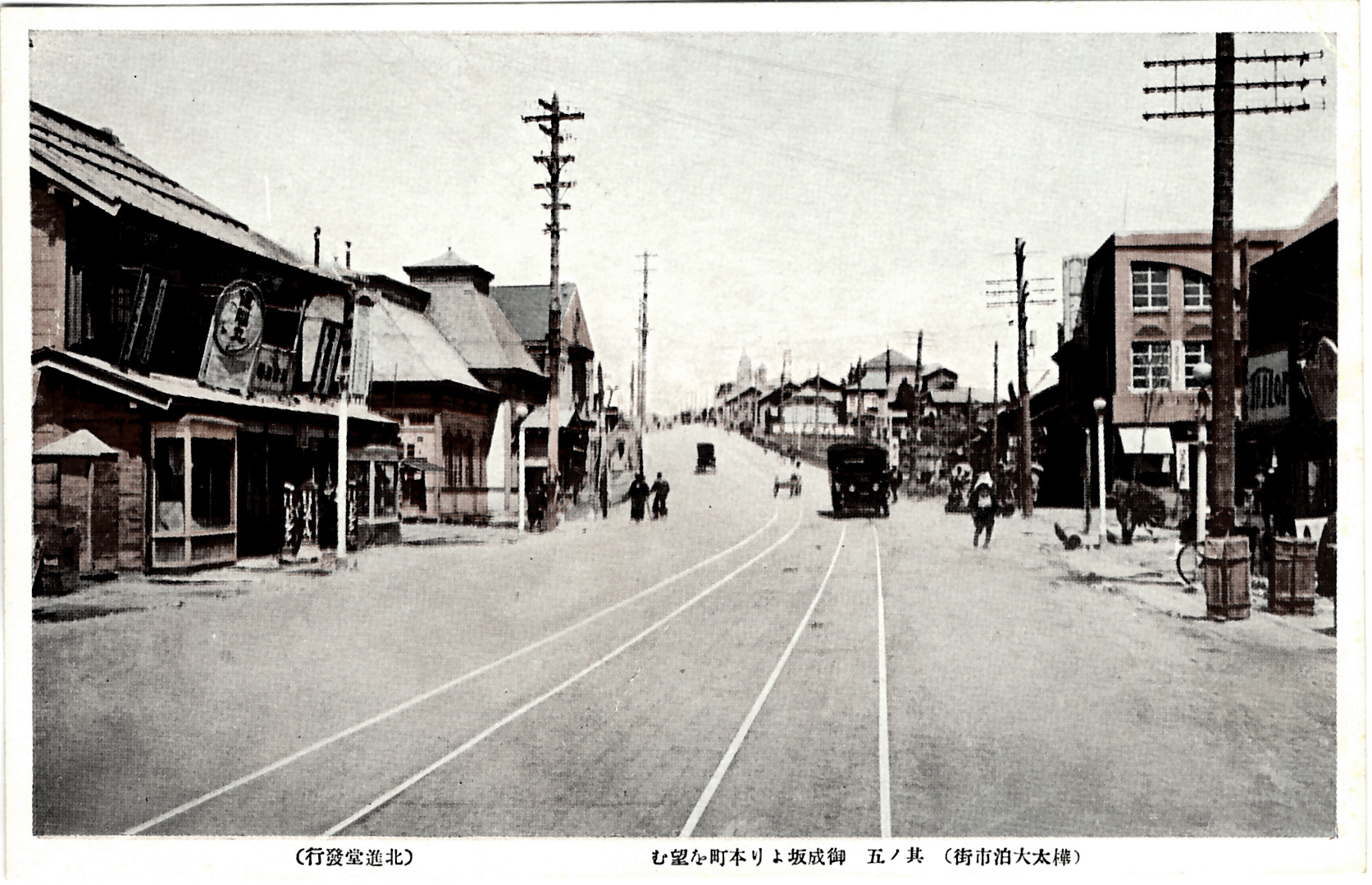
Postkantoor in Ōtomari, Karafuto tijdens het interbellum
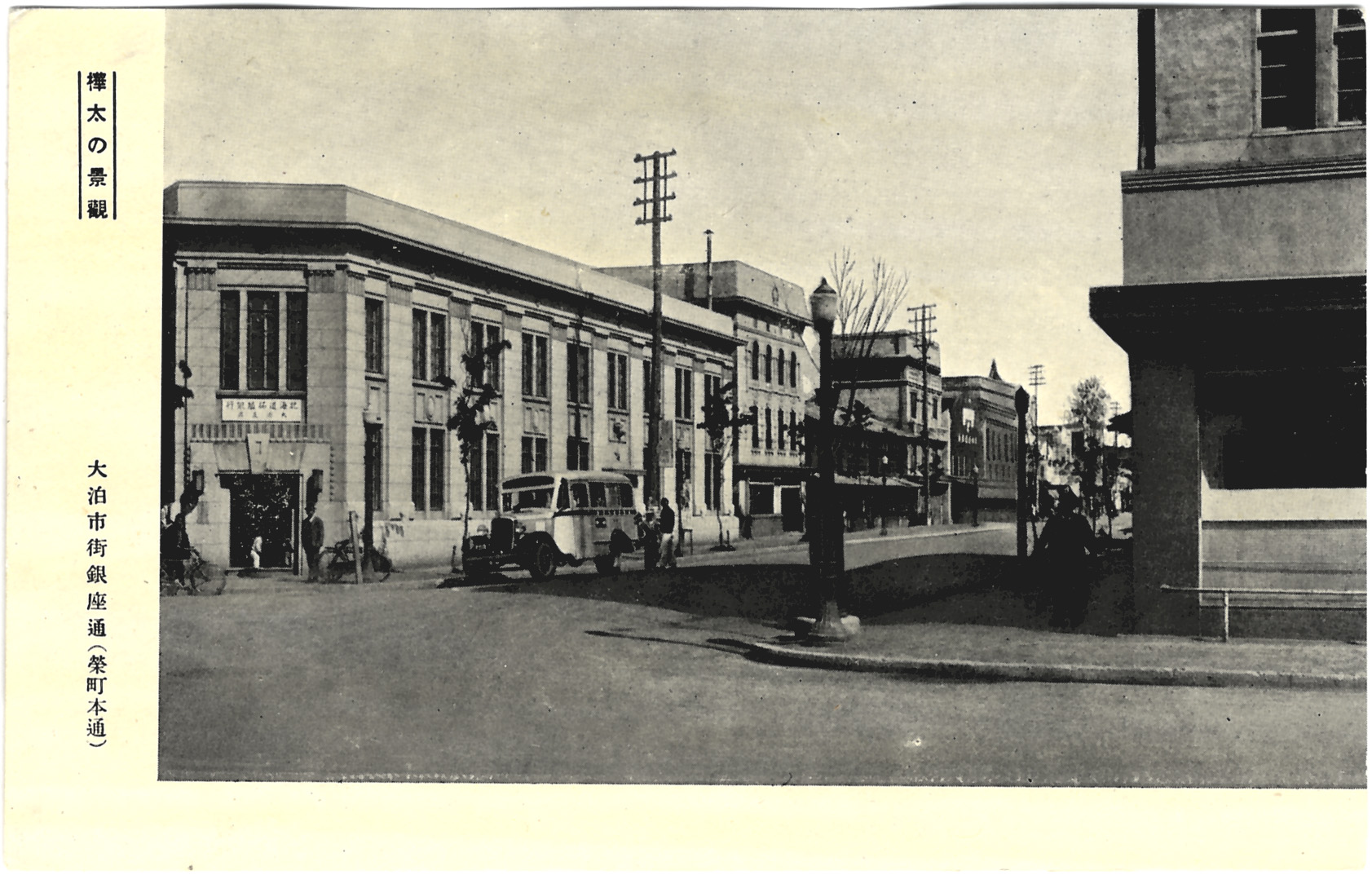
Sakae-machi winkelgebied in Ōtomari, Karafuto tijdens het interbellum
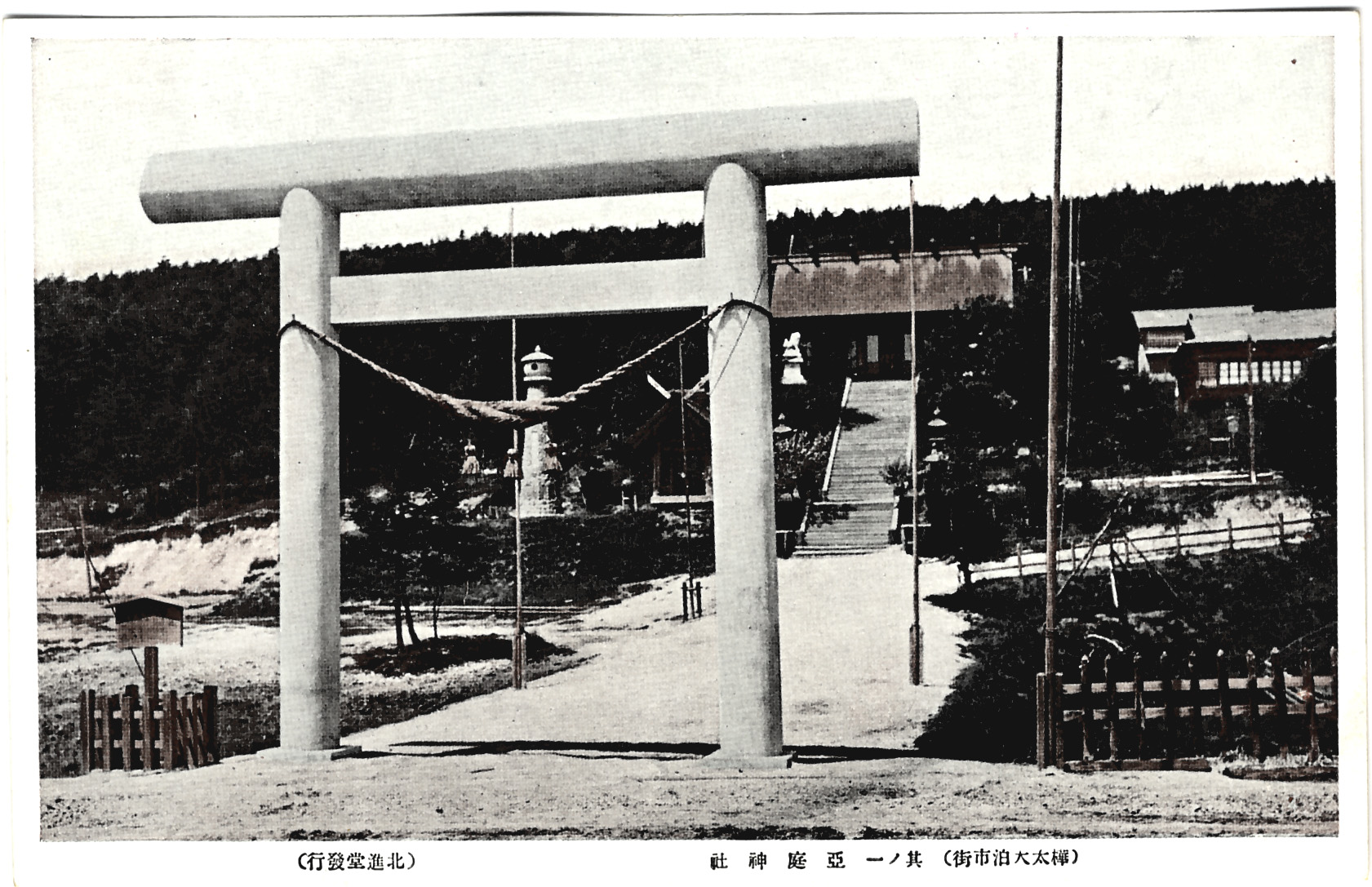
Aniva-jinja Shinto-heiligdom in Ōtomari, Karafuto tijdens het interbellum
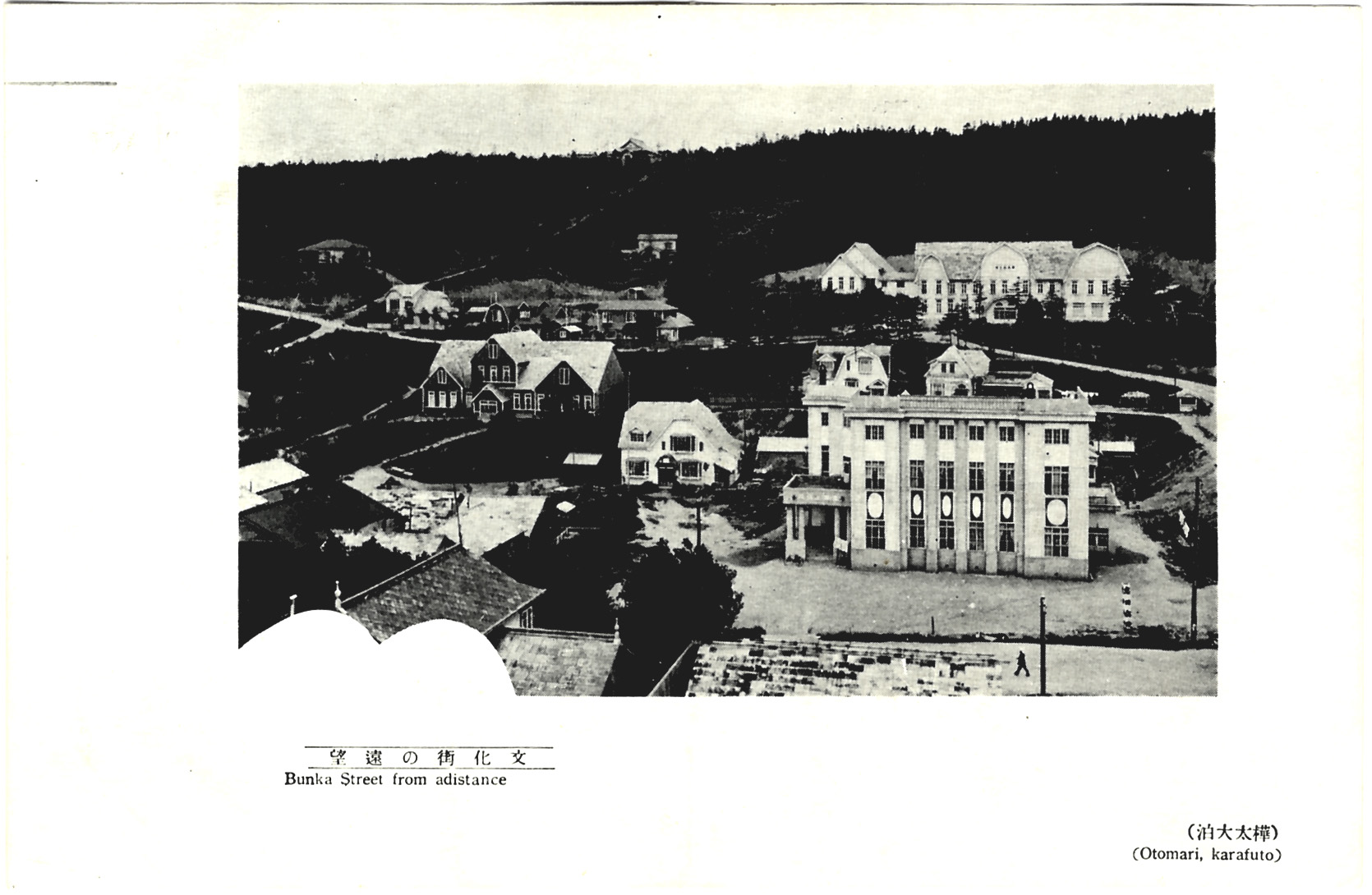
Bunkastraat in Ōtomari, Karafuto tijdens het interbellum

## Vervoer
Er was een veerpont tussen Korsakov en Wakkanai, Hokkaido in Japan aan de andere kant van de Anivabaai.
Bestuurlijk centrum: Joezjno-Sachalinsk

Aleksandrovsk-Sachalinski · Aniva · Cholmsk · Dolinsk · Koerilsk · Korsakov · Makarov · Nevelsk · Ocha · Oeglegorsk · Poronajsk · Severo-Koerilsk · Sjachtjorsk · Tomari